# Saint-Cibard
Saint-Cibard è un comune francese di 223 abitanti situato nel dipartimento della Gironda nella regione della Nuova Aquitania.

## Società

### Evoluzione demografica
Abitanti censiti